# 浅利秀樹

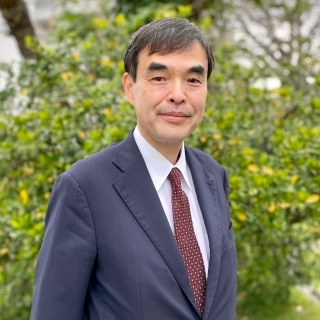
外務省より公表された公式肖像画像

浅利 秀樹（あさり ひでき、1962年2月28日 - ）は、日本の外交官。
衆議院事務局国際部長等を経て、2021年9月からウルグアイ駐箚特命全権大使。2024年11月からヨルダン駐箚特命全権大使。

## 人物・経歴
東京都出身。1986年早稲田大学政治経済学部を卒業し、外務省に入省。英国オックスフォード大学修士。
在大韓民国大使館参事官、内閣官房内閣参事官、在米国大使館参事官、公使等を経て、2011年日本国際問題研究所副所長兼主任研究員。2013年在英国大使館公使。2016年在インド大使館公使。2019年7月衆議院事務局国際部長。
2021年9月からウルグアイ駐箚特命全権大使。2024年11月からヨルダン駐箚特命全権大使。

## 参考
- 浅利秀樹-外務省大臣官房付の履歴書